# Адакс
Антилопата адакс (Addax nasomaculatus) е вид от подсемейство конски антилопи, която обитава пустинята Сахара. За първи път е била описана от Анри дьо Бленвил (Henri de Blainville) през 1816 г.

## Физическо описание
Козината ѝ е бледа и има дълги навити рога, с обичайна дължина около 55-80 cm при женските и около 70-85 cm при мъжките. Височината на мъжките в раменете е между 105 и 115 cm, а при женските от 95 до 110 cm. При антилопата адакс се наблюдава полов диморфизъм, като женските са по-малки по размери от мъжките. Окраската на козината зависи от сезона: през зимата е сиво-кафява с бели крака и задни части и дълга кафява козина по главата, врата и раменете; през лятото козината се сменя до бяла или с цвят на пясък.

## Хабитат и разпространение
Адаксът основно се храни с треви и листата на наличните храсти и билки. Видът е добре адаптиран към живота в пустинята и може да оцелее без вода за продължителни периоди от време. Естественият хабитат на адакса са безводните региони, полупустините и пустините от пясък и камък.
Някога е бил широко разпространен в Северна Африка и естествено е обитавал териториите на Чад, Мавритания и Нигер. Спадът в популацията започва да се регистрира в средата на първото десетилетие на 19 век. Днес е напълно изчезнал от териториите на Алжир, Египет, Либия, Судан и Западна Сахара. Реинтродуциран е в Мароко и Тунис.
Според класификацията на IUCN, видът е критично застрашен от изчезване. Въпреки че рядко се среща в естествения си хабитат поради бракониерство, в плен той се среща доста често.

## Поведение
Формира стада от 5 до 20 екземпляра, които се състоят от представители и на двата пола. Водач на стадото е най-възрастната женска. Поради по-бавните си движения, този вид антилопи е сравнително лесна жертва за хищници като лъвове, хиенови кучета, гепарди, леопарди, както и за човека. Каракалите, хиените и сервалите нападат малките на адакса. Въпреки че адаксът обичайно не е агресивен, може да нападне, ако се почувства застрашен.

## Размножаване
Женските достигат полова зрялост на 2-3 годишна възраст, а мъжките – на около 2. Размножаването при този вид може да се осъществява целогодишно, но максимумът настъпва през зимата и началото на пролетта – за северните части на Сахара, и през месеците септември-октомври и януари-април – за екземплярите, обитаващи южна Сахара.